# Ahunui
Ahunui ist ein Atoll im südlichen Pazifischen Ozean und gehört zum Tuamotu-Archipel in Französisch-Polynesien. Administrativ gehört das Atoll zur Gemeinde Hao.
Das Atoll hat einen Durchmesser von 6 km und seine Landfläche ist 5,7 km². Das Klima auf Ahunui ist tropisch.

## Geschichte
Ahunui wurde 1826 vom Briten Frederick William Beechey entdeckt, der ihm den Namen Byam Martin gab. Daneben ist Ahunui auch als Cockburn bekannt.
Die Lagune des Atolls ist vollständig von Land umschlossen, so dass sie mit Wasserfahrzeugen nicht vom Meer her befahren werden kann. Es existiert jedoch eine Bootsanlegestelle im Nordwesten des Atolls nebst Hütten und einem Frischwassertank. Die Insel wird nicht ständig bewohnt.
Auf dem Atoll wachsen Kokospalmen, außerdem bietet es Lebensraum für verschiedene Vogelarten. Im Wasser am Atoll kommt die sogenannte Pipi-Perlauster (Pinctada maculata) vor.